# Relais 4 × 400 mètres masculin aux Jeux olympiques d'été de 2024
Pour des articles plus généraux, voir Athlétisme aux Jeux olympiques d'été de 2024 et Relais 4 × 400 mètres aux Jeux olympiques.
Navigation
Tokyo 2020 Los Angeles 2028
L'épreuve du relais 4 × 400 mètres masculin aux Jeux olympiques de 2024 se déroule les 9 et 10 août 2024 au Stade de France, au nord de Paris, en France.

## Records
Avant cette compétition, les records dans cette discipline étaient les suivants : 
| Record du monde  | Andrew Valmon, Quincy Watts, Harry Butch Reynolds, Michael Johnson (USA) | 2 min 54 s 29 | Stuttgart | 22 août 1993 |
| Record olympique | LaShawn Merritt, Angelo Taylor, David Neville, Jeremy Wariner (USA)      | 2 min 55 s 39 | Pékin     | 23 août 2008 |

## Qualifications
| Équipes qualifiées lors des Relais mondiaux 2024 |
| --- |
| - Japon - Allemagne - Belgique - Nigeria - Italie - Grande-Bretagne - Botswana - Afrique du Sud - États-Unis - Brésil - Trinité-et-Tobago - Espagne - Pologne - Inde |

## Programme
| Date            | Horaire | Manche       |
| --------------- | ------- | ------------ |
| Vendredi 9 août | 10 h 00 | Premier tour |
| Samedi 10 août  | 18 h 30 | Finale       |

## Médaillés
| Or                                                                                             | Argent                                                                         | Bronze |
| États-Unis- Christopher Bailey - Rai Benjamin - Bryce Deadmon - Vernon Norwood - Quincy Wilson | Botswana- Collen Kebinatshipi - Bayapo Ndori - Anthony Pesela - Letsile Tebogo | Grande-Bretagne- Lewis Davey - Charles Dobson - Alex Haydock-Wilson - Matthew Hudson-Smith - Toby Harries - Samuel Reardon |

## Résultats

### Premier tour
| Rang | Couloir | Pays              | Athlète                                                            | Temps         | Notes |
| ---- | ------- | ----------------- | ------------------------------------------------------------------ | ------------- | ----- |
| 1    | 6       | Botswana          | Letsile Tebogo Collen Kebinatshipi Anthony Pesela Bayapo Ndori     | 2 min 57 s 76 | SB Q  |
| 2    | 8       | Grande-Bretagne   | Samuel Reardon Matthew Hudson-Smith Toby Harries Charles Dobson    | 2 min 58 s 88 | SB Q  |
| 3    | 4       | États-Unis        | Quincy Wilson Vernon Norwood Bryce Deadmon Christopher Bailey      | 2 min 59 s 15 | Q     |
| 4    | 7       | Japon             | Yuki Nakajima Kaito Kawabata Fuga Sato Kentarō Satō                | 2 min 59 s 48 | NR q  |
| 5    | 2       | Zambie            | Patrick Nyambe Kennedy Luchembe Chanda Mulenga Muzala Samukonga    | 3 min 0 s 08  | q     |
| 6    | 5       | Allemagne         | Jean Paul Bredau Mark Koch Manuel Sanders Emil Agyekum             | 3 min 0 s 29  | SB    |
| 7    | 3       | Pologne           | Maksymilian Szwed Karol Slewski Daniel Soltysiak Kajetan Duszyński | 3 min 1 s 21  | SB    |
| 8    | 9       | Trinité-et-Tobago | Renny Quow Jereem Richards Jaden Marchan Shakeem Mc Kay            | 3 min 6 s 73  |       |

| Rang | Couloir | Pays           | Athlète                                                          | Temps         | Notes |
| ---- | ------- | -------------- | ---------------------------------------------------------------- | ------------- | ----- |
| 1    | 3       | France         | Muhammad Abdallah Kounta Gilles Biron Téo Andant Fabrisio Saïdy  | 2 min 59 s 53 | SB Q  |
| 2    | 7       | Belgique       | Jonathan Sacoor Dylan Borlée Florent Mabille Kevin Borlée        | 2 min 59 s 83 | =SB Q |
| 3    | 5       | Italie         | Luca Sito Vladimir Aceti Alessandro Sibilio Edoardo Scotti       | 3 min 0 s 26  | SB Q  |
| 4    | 2       | Inde           | Muhammed Anas Muhammed Ajmal Variathodi Amoj Jacob Rajesh Ramesh | 3 min 0 s 58  | SB    |
| 5    | 4       | Brésil         | Lucas Carvalho Lucas Vilar Douglas Hernandes Mendes Matheus Lima | 3 min 0 s 95  | SB    |
| 6    | 9       | Espagne        | Iñaki Cañal Óscar Husillos David Garcia Julio Arenas             | 3 min 1 s 60  |       |
| 7    | 6       | Afrique du Sud | Gardeo Isaacs Zakithi Nene Antonie Nortje Lythe Pillay           | 3 min 3 s 19  | qR    |
|      | 8       | Nigeria        | Dubeme Amene Ezekiel Nathaniel Samuel Ogazi Chidi Okezie         | DQ            |       |

### Finale
| Rang                                | Couloir | Pays            | Athlète                                                                | Temps de réaction | Temps         | Notes |
| ----------------------------------- | ------- | --------------- | ---------------------------------------------------------------------- | ----------------- | ------------- | ----- |
| Médaille d'or, Jeux olympiques      | 4       | États-Unis      | Christopher Bailey Vernon Norwood Bryce Deadmon Rai Benjamin           | 0,144             | 2 min 54 s 43 | OR    |
| Médaille d'argent, Jeux olympiques  | 6       | Botswana        | Bayapo Ndori Busang Collen Kebinatshipi Anthony Pesela Letsile Tebogo  | 0,159             | 2 min 54 s 53 | AR    |
| Médaille de bronze, Jeux olympiques | 7       | Grande-Bretagne | Alex Haydock-Wilson Matthew Hudson-Smith Lewis Davey Charles Dobson    | 0,150             | 2 min 55 s 83 | AR    |
| 4                                   | 5       | Belgique        | Jonathan Sacoor Dylan Borlée Kevin Borlée Florent Mabille              | 0,152             | 2 min 57 s 75 | NR    |
| 5                                   | 1       | Afrique du Sud  | Gardeo Isaacs Zakithi Nene Lythe Pillay Antonie Matthys Nortje         | 0,156             | 2 min 58 s 12 | NR    |
| 6                                   | 2       | Japon           | Yuki Joseph Nakajima Kaito Kawabata Fuga Sato Kentarō Satō             | 0,204             | 2 min 58 s 33 | AR    |
| 7                                   | 9       | Italie          | Luca Sito Vladimir Aceti Edoardo Scotti Alessandro Sibilio             | 0,152             | 2 min 59 s 72 | SB    |
| 8                                   | 3       | Zambie          | Patrick Kakozi Nyambe Kennedy Luchembe Chanda Mulenga Muzala Samukonga | 0,186             | 3 min 2 s 72  |       |
| 9                                   | 8       | France          | Muhammad Abdallah Kounta Gilles Biron Téo Andant Fabrisio Saidy        | 0,156             | 3 min 7 s 30  |       |

## Légende
Records et Performances
- AR : Record continental (area record)
- CR : Record des championnats (championship record)
- MR : Record du meeting (meet record)
- NR : Record national (national record)
- OR : Record olympique (olympic record)
- PR : Record paralympique (paralympic record)
- PB : Record personnel (personal best)
- SB : Meilleure performance personnelle de la saison (season's best)
- WL : Meilleure performance mondiale de l'année (world leader)
- WJR : Record du monde junior (world junior record)
- WR : Record du monde (world record)

Circonstances et Conditions
- DNF : N'a pas terminé (did not finish)
- DNS : N'a pas pris le départ (did not start)
- DQ : Disqualification (disqualification)
- NM : Aucun essai valable enregistré (No Mark)
- Q : Qualifié « directement » au prochain tour (ou à la prochaine compétition), lors d'une compétition majeure, grâce au classement ou à la réalisation des minima (automatic qualifier)
- q : Qualifié au prochain tour (ou à la prochaine compétition), lors d'une compétition majeure, grâce au repêchage ou à la réalisation de l'une des meilleures performances parmi celles des « non qualifiés directement » (grâce au meilleur temps ou à la meilleure distance par exemple) (secondary qualifier)